# Reinhold Weber (Maler)
Reinhold Weber (* 30. August 1920 in Stuttgart; † 15. Mai 2012) war ein deutscher Kunstmaler und Grafiker.

## Werdegang
Reinhold Weber absolvierte seine erste Ausbildung im Zeichnen und Malen von 1935 bis 1942 bei dem Bildhauer B. von Sanden und dem Stuttgarter Kunstmaler Alfred Lehmann. Von 1939 bis 1942 leistete Reinhold Weber Militär- und Kriegsdienst und gelang in Afrika in amerikanische Kriegsgefangenschaft.
Die Jahre 1942 bis 1946 verbrachte er in Kriegsgefangenenlagern in Tunesien und in den USA. Auch im Gefangenenlager zeichnete und malte er, dies belegen Skizzenbücher aus dem Jahre 1942 bis 1944. Die teilweise kolorierten Skizzen zeigen den Alltag der Gefangenen und Soldaten, Impressionen der Städte Tunis und Bizerte (Tunesien) sowie aus dem Gefangenenlager Tonkawa, USA. Während dieser Zeit malte Reinhold Weber Porträts von Familienangehörigen der amerikanischen Offiziere.
Nach dem Krieg studierte Reinhold Weber von 1946 bis 1949 an der Akademie der bildenden Künste in Stuttgart Komposition, Farblehre und Malerei. Dort lernte er von einem der wichtigsten deutschen Künstler der Nachkriegszeit, Willi Baumeister.
Reinhold Weber arbeitete nach dem Studium als Schrift- und Ausstellungsgrafiker und freischaffender Kunstmaler. Von 1960 bis 1977 war er als selbständiger Unternehmer in der Schrift- und Messegrafik tätig. Im Jahre 1978 begann er eine Lehrtätigkeit an der VHS Esslingen und Ostfildern.
Seit 1982 lebte er mit seiner Ehefrau in Hayingen auf der Schwäbische Alb. In seinem Atelier kleine alb-Galerie empfing er Kunst- und Naturliebhaber zur Ausstellung seiner Werke.

## Stil
Reinhold Webers Ölgemälde und Aquarelle zeigen vor allem Landschaften der Schwäbischen Alb und aus dem mediterranen Raum. Seine Bilder sind impressionistisch geprägt, aber es finden sich auch zahlreiche abstrahierte Werke, bis hin zum Kubismus.

## Ausstellungen
Für viele Jahre stellte Reinhold Weber seine Kunstwerke im vor allem schwäbischen Raum aus. Darunter in Münsingen, Riedlingen, Esslingen, Nellingen, Weilimdorf, Zwiefalten, Ochsenhausen, Stuttgart-Sillenbuch aber auch POW Camp Newport News (USA). Die Dauerausstellung befand sich in seinem Atelier kleine alb-Galerie in Hayingen.